# Убийство Шамиля Басаева

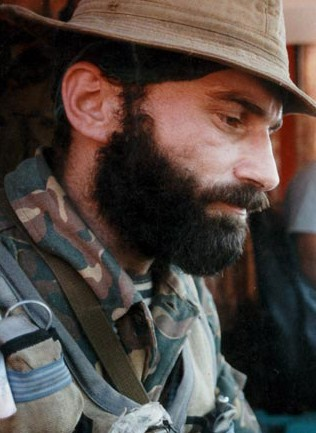
Шамиль Басаев

В ночь с 9 на 10 июля 2006 года в Республике Ингушетия на окраине села Экажево близ Назрани был уничтожен международный террорист, один из лидеров чеченских сепаратистов, генерал армии ЧРИ Шамиль Басаев. Согласно общепринятой версии, Басаев находился в грузовике «КамАЗ», который перевозил оружие и был взорван: в результате взрыва погибли Басаев и ещё несколько его сообщников. Операция по убийству Басаева была организована Федеральной службой безопасности Российской Федерации. Подробности операции не рассекречены по настоящее время и известны только по косвенным показаниям участников операции и её очевидцев.

## Предыстория
Вооружённые формирования Шамиля Басаева составляли костяк вооружённых формирований чеченских сепаратистов с 1994 по начало 1995 годов. 9 мая 1995 года Басаев заявил, что делает упор на диверсионно-подрывную деятельность, так как только посредством такой тактики они могут вынудить российское руководство сесть за стол переговоров.
Некоторые из наиболее резонансных террористических актов, к которым был причастен Ш. Басаев:
14—20 июня 1995 года организовал и возглавил рейд отряда чеченских боевиков на г. Будённовск Ставропольского края, в результате которого погибли 130 мирных российских граждан.
В августе — сентябре 1999 года совместно с Хаттабом возглавил объединённые отряды полевых командиров во время вторжения групп боевиков на территорию Дагестана.
Басаев в специальном заявлении взял на себя ответственность за организацию захвата 23 октября 2002 года театрального центра на Дубровке в Москве, в результате которого погибло 129 безоружных заложников.
Взрыв грузовика со взрывчаткой возле Дома правительства в Грозном 27 декабря 2002 года, в результате которого было убито 72 человека.
Басаев взял на себя ответственность за взрыв 9 мая 2004 года на стадионе «Динамо» в Грозном, в результате которого были убиты президент Чеченской Республики Ахмат Кадыров и председатель госсовета Чечни Хусейн Исаев.
В ночь на 22 июня 2004 года боевики под руководством Басаева совершили рейд на Ингушетию, в ходе этого нападения были убиты 97 человек.
Взрывы двух российских пассажирских самолётов 24 августа 2004 года (89 погибших), по заявлению Басаева, также были организованы им.
Басаев взял на себя ответственность за организацию захвата школы № 1 в Беслане (Северная Осетия) 1—3 сентября 2004 года, в результате которого погибло свыше 300 человек из числа заложников (из них 186 детей).
Нападение на город Нальчик (Кабардино-Балкария) 13 октября 2005 года, в результате которого, по официальным данным, было убито 12 мирных жителей и 26 сотрудников силовых структур.
После событий в Будённовске Генеральная прокуратура России возбудила в отношении Басаева уголовное дело и объявила его в федеральный розыск. Ему вменялись ст. 205, ч. 3 (терроризм); ст. 209, ч. 1 (бандитизм) и ст. 317 (покушение на жизнь сотрудников правоохранительных органов) УК РФ. Басаев также был внесён в списки террористов ООН, Государственного департамента США и Европейского Союза.

## Попытки убийства Басаева
Сообщения о смерти Шамиля Басаева, как и в случае со многими другими лидерами боевиков, появлялись неоднократно. В феврале 1995 года, во время штурма Грозного в Первую чеченскую войну, «Абхазский батальон» под командованием Шамиля Басаева был взят в окружение войсками генерала Рохлина. Однако, несмотря на то, что значительная часть «Абхазского батальона» была уничтожена, Басаеву удалось вырваться из блокированного города.
Последующие сообщения об убийстве Басаева появлялись в мае 2000 года, 3 февраля 2005 года, 13 октября 2005 года.
Во время Второй чеченской войны, в первых числах февраля 2000 года Басаев командовал выходом основных сил боевиков из Грозного. При этом он сам подорвался на мине и получил тяжёлое ранение правой ноги, которую позже пришлось ампутировать в военно-полевых условиях.
В мае 2002 года о гибели Басаева заявлял командующий Северо-Кавказским военным округом генерал-полковник Геннадий Трошев. Он подчеркивал, что фактические доказательства гибели боевика найти будет трудно. «По отряду Басаева был нанесён огневой налёт артиллерии. В результате осталось в живых только 4 человека, один из них, который был задержан федеральными войсками, заявил, что Басаев погиб от разрыва снаряда, и найти части его тела не представляется возможным», — говорил командующий СКВО. Он также подчеркивал, что после огневого налёта по отряду Басаева тот больше не выходил в эфир, поэтому словам боевика можно верить.
С июля до конца августа 2003 года с женой Марьям и двумя охранниками скрывался в частном домовладении в г. Баксане в Кабардино-Балкарии. В конце августа в спецслужбы поступила информация о местонахождении Басаева, и в ночь на 24 августа спецподразделения МВД и ФСБ окружили дом и предприняли попытку штурма. Но Басаеву с женой, одним из охранников и гостем удалось с боем вырваться из окружения (сам Басаев получил ранения в ногу).
3 апреля 2004 года в непосредственной близости от села Али-Юрт в Ингушетии на автодороге были обстреляны две легковые автомашины, на которых передвигался Шамиль Басаев со своей охраной. Сведения об этом появились в мае того же года. Сообщалось, что в результате обстрела Басаев был тяжело ранен и через несколько дней скончался и был тайно похоронен в горной части Веденского района Чечни.
4 февраля 2005 года в МВД Чечни «не исключали, что Басаев, возможно, погиб». Информацию проверяло республиканское отделение ФСБ. Тогда о гибели Басаева сообщили абхазские СМИ. Они ссылались на родственников Басаева, проживающих на территории этой республики. Журналисты утверждали, что Басаев погиб в столкновении со своими соратниками. Группа боевиков из другого отряда, состоявшая преимущественно из арабских наёмников, почему-то открыла огонь по своему лидеру. Столкновение, как писали СМИ Абхазии, произошло в Гудермесском районе.
Последний раз о возможной гибели Басаева сообщалось в октябре 2005 года. Тогда газета «Чеченское общество», ссылаясь на данные источника в управлении ФСБ по Кабардино-Балкарии, сообщила, что «террорист № 1» убит, но так как официальное опознание ещё не проведено, то до завершения операции информация остается закрытой. Источник рассказывал, что группа боевиков во главе с Басаевым якобы была заблокирована и убита при попытке захвата аэропорта в Нальчике.
16 июня 2005 года Рамзан Кадыров назвал Басаева своим личным врагом и заявил, что тот ответит за гибель первого президента республики Ахмата Кадырова и многих других чеченцев. Это заявление прозвучало через день после того, как Басаев взял на себя ответственность за террористический акт 9 мая 2004 года, в результате которого погиб отец Рамзана Кадырова, Ахмат Кадыров. «Теперь я точно знаю, с кого спрашивать за кровь моего отца», — говорилось в заявлении Рамзана Кадырова. — «Уничтожить Басаева — это мой священный долг как мусульманина и как гражданина Российской Федерации».
Осенью 2004 года ФСБ назначила награду в 300 миллионов рублей за информацию о Басаеве.

## Спецоперация по уничтожению Басаева

### Смерть Басаева
После убийства Масхадова для спецслужб России было необходимо добраться и до Басаева. Перед его уничтожением российские спецслужбы ликвидировали Абдул-Халима Садулаева, так называемого президента Ичкерии.
Последний раз Шамиль Басаев был обнаружен в городе Тырныауз (Кабардино-Балкария) 8 июня 2006 года. Велась спецоперация по его уничтожению, но террористу удалось уйти. Ранее, 10 марта, интенсивные поиски Басаева велись в горах Чечни. Рамзан Кадыров заявил тогда, что поисками занимаются три тысячи человек, хорошо знающих горы. Он также не исключил, что «Басаеву помогают скрываться и ему потворствуют представители спецслужб отдельных государств, иначе он ни при каких обстоятельствах не мог бы такое длительное время уходить от правоохранительных органов».
По информации ФСБ, Шамиль Басаев был ликвидирован в ночь на 10 июля 2006 года в районе с. Экажево (Назрановский район Ингушетии) в результате взрыва сопровождавшегося им грузовика «КамАЗ» с оружием и боеприпасами. По одной из версий, грузовик предназначался для подрыва здания МВД Ингушетии. Через несколько часов после обнаружения и осмотра ингушской милицией места взрыва директор ФСБ Николай Патрушев официально заявил, что Басаев вместе с другими боевиками был убит в результате секретной спецоперации, а планировавшийся Басаевым взрыв был связан с предстоящим саммитом «Большой восьмёрки».
10 июля 2006 года директор ФСБ Николай Патрушев доложил президенту Владимиру Путину об уничтожении российского «террориста № 1» Шамиля Басаева. По сообщению информагентства «Росбалт», кроме Басаева в результате спецоперации были уничтожены ещё 12 боевиков. По данным же ФСБ, вместе с Басаевым погиб командующий Ингушским сектором Кавказского фронта Иса Куштов и ещё три боевика (Тархан Ганижев, Мустафа Тагиров и Саламбек Умадов), а также хозяин участка Алихан Цечоев.
В ночь на 10 июля 2006 года в Ингушетии на окраине села Экажево близ Назрани взорвался «КамАЗ». К вечеру следующего дня было официально объявлено о том, что вместе с «КамАЗом» уничтожен Шамиль Басаев и ещё несколько боевиков. Взрыв грузовика с оружием произошёл около двух часов ночи. Сила взрыва была такой мощности, что в доме, непосредственно примыкавшем к месту происшествия, обрушилась стена, а во многих домах селения были выбиты стёкла. По некоторым данным, совокупная мощность заложенного заряда и сдетонировавшей от его подрыва взрывчатки могла составить до ста килограммов в тротиловом эквиваленте. Тела было тяжело опознать. Но спецгруппа, обследуя местность, осуществляла контрольные выстрелы по телам главных террористов. Четырёх сообщников террористов, сидевших в двух легковушках ВАЗ-2114 и одной ВАЗ-2109, погибших от взрыва, удалось опознать.
Как сообщил корреспонденту Страна.Ru сотрудник пресс-службы Управления ФСБ по Республике Ингушетия Юрий Муравьёв, среди опознанных оказался хорошо известный правоохранительным органам республики некий Тархан Ганижев (позывной «Тарелла») 1986 года рождения, являвшийся ближайшим помощником полевого командира Доку Умарова. «Ганижев был координатором между группами ингушских боевиков, — уточнили в пресс-службе УФСБ Ингушетии. — Он принимал участие в нападении на республику в июне 2004 года и в похищении тестя президента Ингушетии Мурата Зязикова Магомеда Чехкиева». Вторым опознанным боевиком оказался некий Иса Куштов, подозреваемый в совершении преступлений, предусмотренных статьями УК РФ 209 («Бандитизм»), 126 («Похищение человека»), 222 («Незаконный оборот оружия»), 206 («Захват заложника»), 163 («Вымогательство») и ещё в 2003 году объявленный в федеральный розыск. «Куштов также являлся подручным бандглаваря Доку Умарова», — отметили в пресс-службе УФСБ. — «Он занимался вопросами приобретения, хранения и распределения оружия, боеприпасов и взрывчатых веществ. В радиоэфире этот бандит отслеживался по позывным „Мустафа“, „Таргим“, „Абдурахман“ и „Вовокар“».
По словам Юрия Муравьёва, тела Басаева среди тех самых единственно уцелевших четырёх тел боевиков, поддающихся опознанию, обнаружено не было — «в эпицентре горело всё, даже металл. Естественно, что ничего не осталось и от тел». Но у чекистов имеются достоверные данные о том, что в составе этой группы находился именно «террорист № 1». Окончательно опознать тело Басаева удалось только через полгода, после проведения молекулярно-генетической экспертизы.
Чеченские сепаратисты подтвердили факт смерти Шамиля Басаева. На сайте боевиков появилось сообщение, в котором представитель военного комитета Абу Умар заявляет, что «Шамиль и другие наши братья стали шахидами» «по воле Аллаха». При этом сепаратисты утверждают, что «никакой спецоперации не было»: Басаев «погиб в результате случайного самопроизвольного взрыва грузовой автомашины со взрывчаткой». В этом сообщении также подтверждается гибель ещё троих боевиков.

### Подробности спецоперации
На 2017 год все подробности спецоперации и её исполнители сохраняются в тайне. Общий ход спецоперации реконструируется различными источниками на основании немногочисленных официальных заявлений представителей российских спецслужб и показаний очевидцев.
В первых заявлениях УФСБ по Республике Ингушетия было сказано, что подрыв «КамАЗа» произошёл случайно. «В „КамАЗе“ боевики везли оружие и боеприпасы, потому что готовилось несколько терактов, причем, не только в Ингушетии. Дорога, по которой ехал грузовик, просёлочная, по всей видимости, при тряске сдетонировал заряд».
По данным МВД Ингушетии, Басаев намеревался произвести подрыв здания МВД Ингушетии. Как рассказали «Известиям» в РОВД Назрани, спецподразделения заблокировали грузовик и две легковушки на окраине с. Экажево, после чего произошёл подрыв.
Директор ФСБ Н. Патрушев во время официального заявления о ликвидации Басаева об подробностях операции ничего не сообщил, отметив лишь, что проведение её «стало возможным благодаря тому, что была создана оперативная подготовительная база прежде всего в тех странах, где собиралось оружие, которое впоследствии переправлялось боевикам в Россию». После ликвидации Басаева в СМИ появилось несколько версий произошедшего. Источники, связанные с чеченскими сепаратистами, склонны утверждать о случайности и неосторожном обращении со взрывчаткой. В 2011 году на Первом канале был показан документальный фильм «План „Кавказ-2“: Метастазы» в котором прозвучала аудиозапись Доку Умарова, в которой он заявлял, что Басаева взорвали либо грузинские, либо российские спецслужбы. СМИ объявили, что Басаева, так же как и Джохара Дудаева, вычислили по сигналу мобильного телефона и уничтожили направленным ракетным ударом.
Однако в 2010 году были опубликованы снимки, сделанные сотрудниками ФСБ в ходе проведения спецоперации по ликвидации Шамиля Басаева. «КамАЗ»-фура с осетинскими номерами, как предполагается, предназначался боевиками для совершения теракта за пределами Ингушетии, наподобие захвата больницы в Будённовске или школы в Беслане. В тайниках грузовика находились 296 реактивных снарядов, 19 гранатомётов, 16 автоматов, 2 пулемёта, около 200 мин, 143 кг взрывчатки, 93 000 патронов и иное вооружение. Судя по фотографиям, часть оружия Басаеву пришла из-за границы — на упаковках реактивных снарядов можно различить эмблему ВВС Саудовской Аравии.

По сообщению корреспондента журнала «Итоги» Григория Санина, им удалось взять анонимное интервью у одного из участников спецоперации:
« — Все докладывалось Директору (глава ФСБ России, на тот момент Николай Патрушев. — „Итоги“), а участвовали практически все службы — ФСБ, СВР, ГРУ и даже МВД на определённом этапе. Через агентуру Басаеву „загрузили“ информацию о том, что братья по вере из Ирана готовы прислать ему крупную партию оружия. В основном это были мины, самодельные пусковые установки для НУРСов, ну и стрелковое оружие, включая гранатомёт АГС-17 „Пламя“. Из Ирана оружие перебросили в Турцию, где партию уже ждали люди Басаева. Из Турции оружие ушло в Грузию и уже потом — в Ингушетию. На территорию Ингушетии партия оружия въехала на КамАЗе с осетинскими номерами». 
По предположению сайта «Око Планеты», Басаев с помощниками был усыплён с помощью снотворного в мотеле. Известно, что среди 26 человек, которых Путин награждал в Кремле за ликвидацию Басаева, были две женщины. Возможно, они работали под официанток в мотеле, при этом подавали водителю еду или питьё. Они могли подмешать снотворное, причём именно в той дозе, которая своим воздействием не вызовет подозрения у преступников и позволит угнать «КамАЗ» на несколько часов. Скорее всего, существовал и двойник машины, который на всякий случай всё время стоял под окнами. Однако, по данным корреспондента журнала «Итоги» Григория Санина, «…на самом деле всё было гораздо проще — водилу, получившего, кстати, пять тысяч долларов за перегон грузовика из Осетии в Ингушетию, просто отправили спать, а машину загнали в большой ангар. Было это в одном из небольших приграничных поселков в Ингушетии».
За время сна боевиков «Камаз»-фура с госномером В319ЕУ, регион 15-й (Северная Осетия) был угнан оперативниками ФСБ. Тайники, в которых боевики прятали оружие, вскрыты, груз вытащен, переписан и сфотографирован. О том, что опубликованные снимки сделаны не боевиками, говорит и подробная опись содержимого «КамАЗа» с указанием заводских номеров стрелкового оружия. После этого оружие было уложено обратно в фуру, а сам «Камаз» заминирован. После того, как боевики проснулись и продолжили путь, на окраине с. Экажево взрывное устройство было приведено в действие. По данным корреспондента журнала «Итоги» Григория Санина, подробная опись находившегося в машине оружия была необходима для отчёта перед вышестоящим начальством: «Мы же, как и все спецслужбы, — бумажная контора. Это означает, что всё оружие необходимо было переписать, внести в протокол, ведь за него государевы деньги уплачены — около 300 тысяч долларов! Если бы по каким-то причинам оружие попало к боевикам, под суд отправились бы все причастные к планированию операции».
Как сообщил глава ФСБ, мероприятие по ликвидации Басаева «стало возможным благодаря тому, что была создана оперативная подготовительная база, прежде всего, в тех странах, где собиралось оружие, которое впоследствии переправлялось боевикам в Россию».

### Общественный резонанс на ликвидацию Басаева

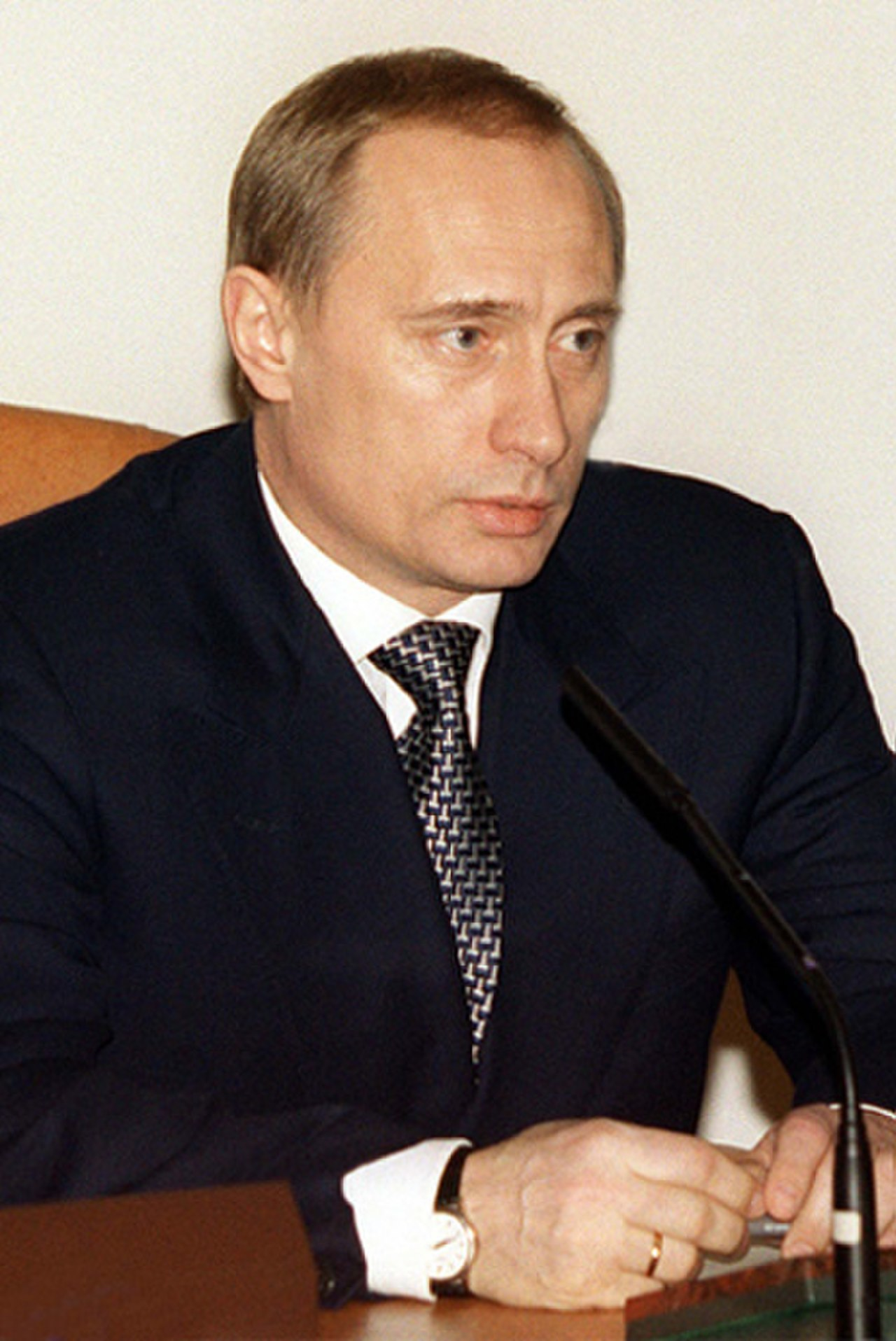
В. В. Путин: «Это заслуженное возмездие для бандитов за наших детей в Беслане, в Будённовске, за все теракты, которые они совершили»

В поздравительной речи сотрудникам спецслужб В. Путин передал сообщение:«Это заслуженное возмездие для бандитов за наших детей в Беслане, в Будённовске, за все теракты, которые они совершили в Москве, в других регионах России, включая Ингушетию и Чеченскую Республику». Президент РФ также подчеркнул: «Мы хорошо понимаем, что террористическая угроза ещё очень велика и нельзя ослаблять внимание к этому направлению, нужно усилить и повышать эффективность деятельности на этом направлении». Он поручил главе ФСБ подготовить предложение о представлении к наградам тех сотрудников спецслужб, которые готовили и провели данную операцию.
Президент России Владимир Путин лично наградил в Кремле 26 участников спецоперации по ликвидации Басаева. Высшую награду — орден «За заслуги перед Отечеством» I степени — получил директор ФСБ Николай Патрушев, десять человек были награждены орденами Мужества. Среди награждённых были две женщины: одна получила орден Мужества, вторая — медаль Суворова.

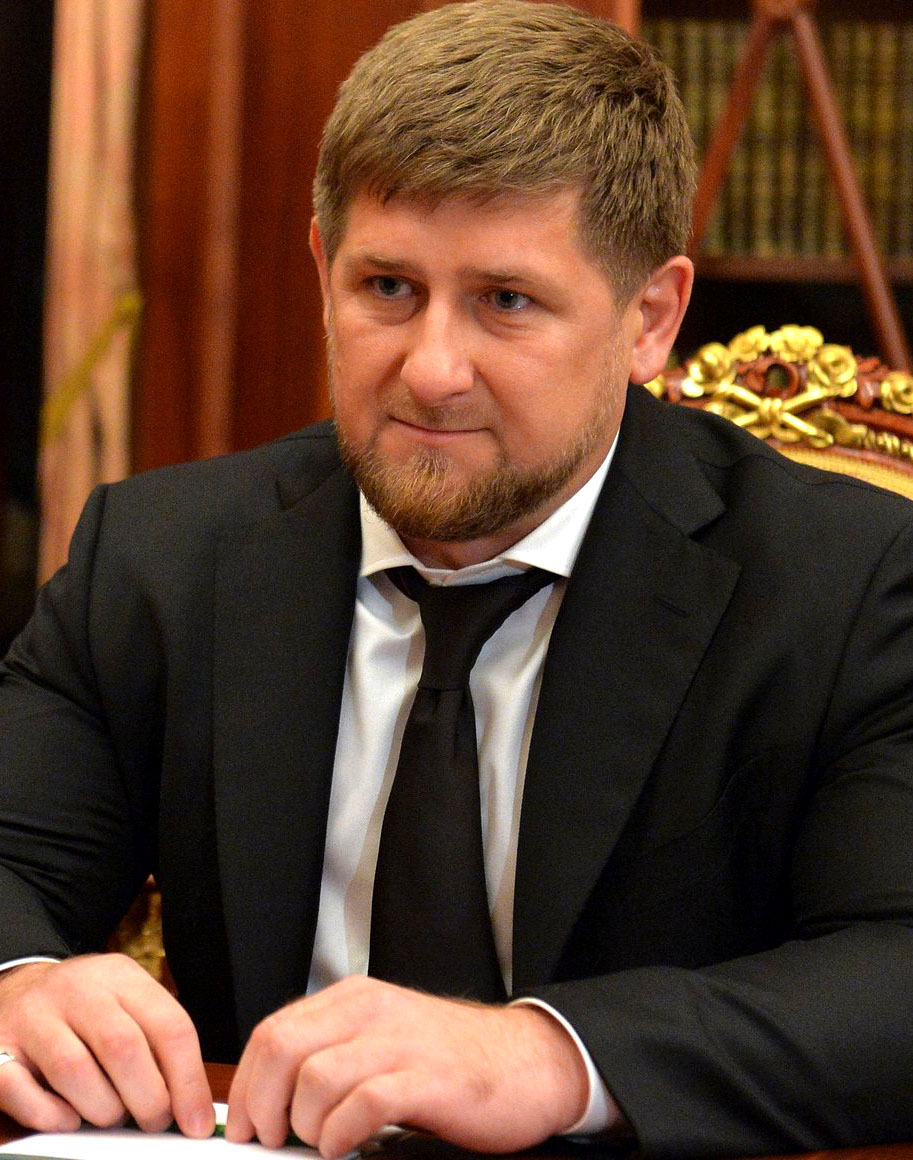
Р. А. Кадыров: «Басаев никогда не был ни мусульманином, ни верующим человеком. Это был шакал, и умер он, как шакал, и тело его собирали по кускам»

«Басаев никогда не был ни мусульманином, ни верующим человеком». «Это был шакал, и умер он, как шакал, и тело его собирали по кускам», — заявил будущий глава Чечни Рамзан Кадыров. «Никому другому и в голову не пришло заявить, что он организовал и совершил теракт против президента Кадырова. Я считал своим священным сыновним долгом отомстить Басаеву за смерть своего отца, и с большой радостью по поводу его ликвидации меня не покидают и чувства сожаления, что этот изверг ушёл на тот свет не с моей помощью», — сказал Кадыров, отметив, что мечтал «собственными руками задушить его».
Эмиссар чеченских сепаратистов в Лондоне Ахмед Закаев в интервью радиостанции «Эхо Москвы» сказал: «…если Басаев уничтожен, то это не повлияет на ситуацию в Чечне и на Северном Кавказе в целом. Прерогатива заканчивать и начинать войны всегда оставалась за Россией, и сейчас ничего не изменилось. Ни гибель Басаева, ни гибель Масхадова, Дудаева, Садулаева и других чеченцев и русских, которые погибают зазря в этой бессмысленной бойне, не могут решить эту проблему».
Президент Чеченской республики Али Алханов по поводу уничтожения Басаева сказал: «Я считаю, что сегодняшний день можно считать датой логического завершения тяжелейшей борьбы с незаконными вооружёнными формированиями, которую проводили спецслужбы, федеральные силы и правоохранительные органы».
Бывший председатель правительства РФ и директор ФСБ Сергей Степашин: «Для меня Басаев, можно сказать, был кровником. То, что он сотворил в Будённовске, было сильнейшим ударом по стране. Уничтожение Басаева являет собой коренной перелом в борьбе с терроризмом в целом».

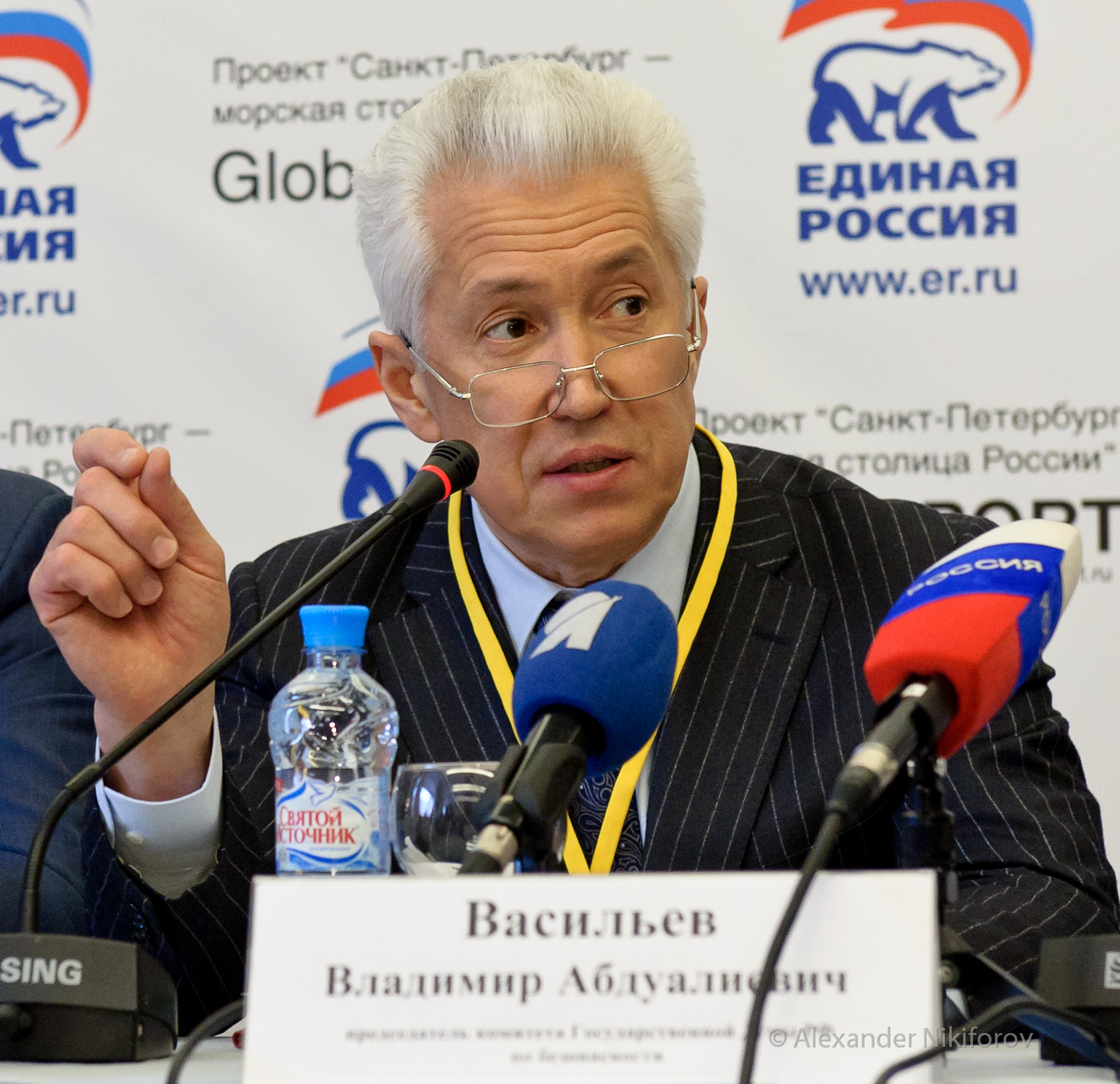
В. А. Васильев: «Уничтожение Басаева является ярким примером того, что терроризм должен быть наказуем теми методами, которыми располагает государство»

Глава комитета по безопасности Государственной думы Владимир Васильев: «Уничтожение Басаева является ярким примером того, что терроризм должен быть наказуем теми методами, которыми располагает государство».
Спикер Совета Федерации Сергей Миронов: «Я поздравляю наши спецслужбы с этим успехом. Басаев воспринимался как некое знамя различными террористами и террористическими группировками, и этот убийца детей понёс заслуженное и справедливое наказание».
Председатель Московской Хельсинкской группы Людмила Алексеева: «Басаев стал символом жестоких, изуверских террористических актов, в которых погибло столько невинных людей. Шикарно было бы, если бы его поймали и судили. Но это — тот редкий случай, когда весть о гибели человека встречаешь с удовлетворением».
Пресс-секретарь ЕС Кристина Галлах: «Европейский союз приветствует ликвидацию лидера чеченских экстремистов Шамиля Басаева. Шамиль Басаев несёт ответственность за страшные преступления. Теперь мы рассчитываем увидеть прогресс в мирном развитии Чечни».

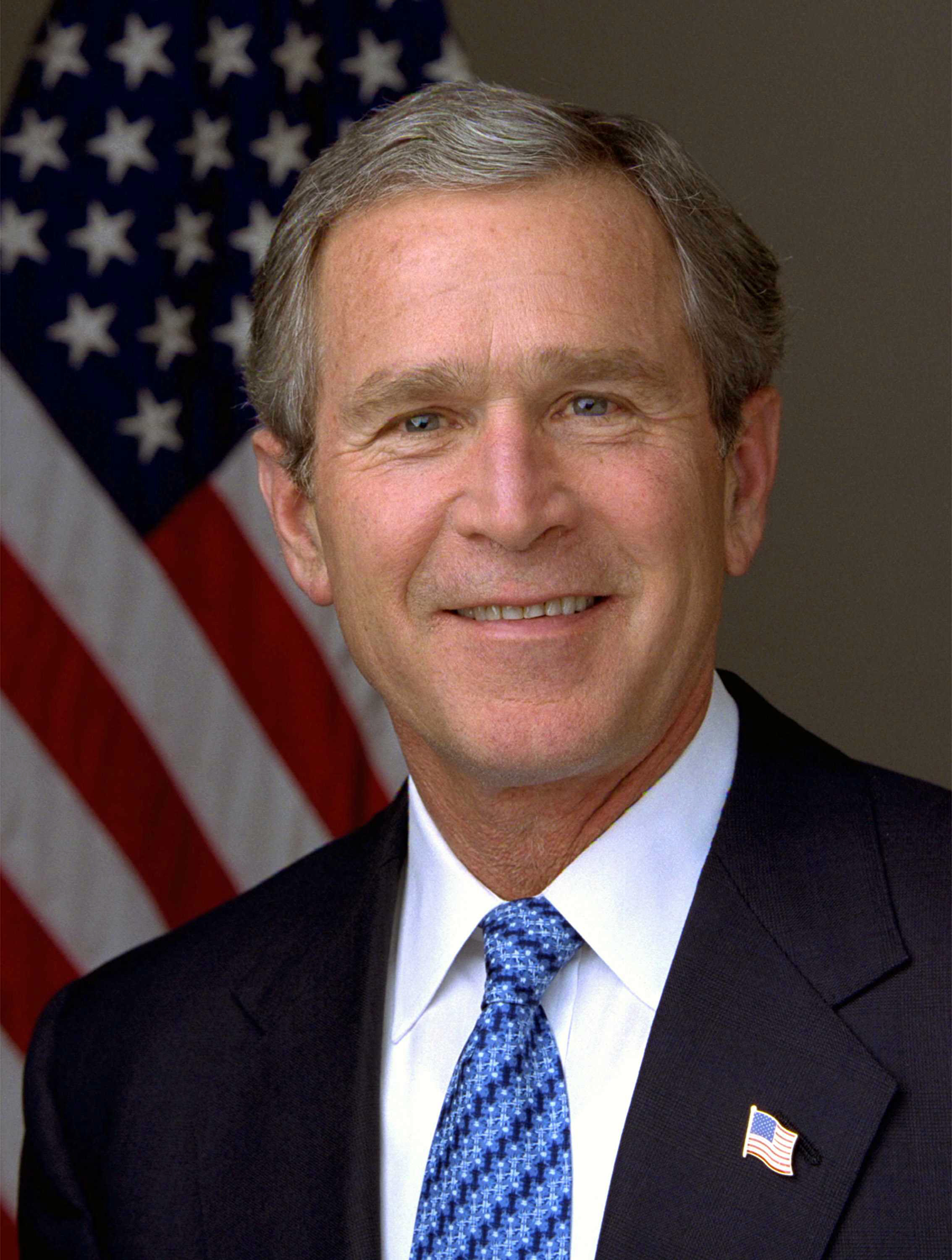
Д. Буш: «Если он действительно является тем человеком, который взял ответственность за захват и убийство заложников в Беслане, то он это заслужил»

Председатель ОБСЕ Карел де Гухт: «Басаев был террористом наихудшего сорта. Он несёт ответственность за самые кровавые теракты, в частности, за захват школы в Беслане в 2004 году, в результате которого погибли сотни детей. Его ликвидация стала справедливым и хорошим делом»
Президент США Джордж Буш: «Если он действительно является тем человеком, который взял ответственность за захват и убийство заложников в Беслане, то он это заслужил».

## В культуре
- Операция по ликвидации Шамиля Басаева положена в основу художественного фильма «Решение о ликвидации» (2018)[30].